# Be Love
Be Love est un magazine de mangas japonais, publié par Kōdansha. Il est mensuel mais a été bimensuel de mai 1982 à 2018. Il vise un lectorat féminin. Il commence à paraître en septembre 1980. Il est l'un des magazines les plus importants pour les femmes adultes,, le premier de la sorte et une des causes de l'essor du josei dans les années 1980, qui amena la création d'autres magazines destinés aux femmes comme YOU et Big Comic for Lady. Be Love tout comme You et Jour publie des histoires centrées sur la réalité de la vie quotidienne telle que la connaissent les lectrices.
Le magazine se nomme d'abord Be in Love mais est renommé en 1982. Entre 1995 et 2000 les ventes tournent autour de 270 à 280 000 exemplaires. En 2006 et 2007, Be Love est publié à 200,000 exemplaires qui tombe en 2008 à 182,667. En 2009, il tourne autour des 173,125  et en 2010 il ne dépasse pas les 153,792. En 2015 106,834 exemplaires sont vendus. En 2016, les ventes sont en dessous de 100 000 exemplaires.
En 1997, les lectrices sont essentiellement des femmes qui travaillent ou qui restent au foyer mais 8% du lectorat est constitué d'étudiantes.